# Luigi Devoto
(Luigi Devoto)
Luigi Devoto (Borzonasca, 23 agosto 1864 – Milano, 20 luglio 1936) è stato un medico e politico italiano ed è considerato uno dei fondatori a livello mondiale della moderna medicina del lavoro. Era padre del linguista Giacomo Devoto (1897-1974), di Speranza (1899-1973) e dell'industriale Giovanni (1903-1944).

## Biografia

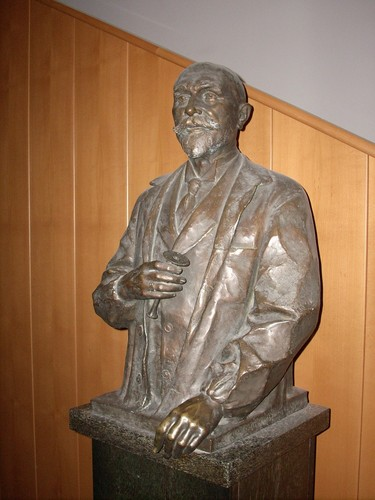
Busto in bronzo di Luigi Devoto

Luigi Devoto nacque a Borzonasca, in provincia di Genova, il 23 agosto 1864. Trascorse la sua infanzia nella città natale, dove iniziò il suo percorso di studi che in seguito completò presso la Facoltà di Medicina dell'Università degli Studi di Genova, sotto la guida di Edoardo Maragliano. Si laureò nel 1888 e venne nominato assistente di Anatomia patologica; nel frattempo trascorse un anno a Praga, dove ebbe modo di lavorare presso l'Istituto di Chimica fisiologica.
Tornato in Italia, Devoto fu assistente di Maragliano dal 1891 al 1898, vincendo nel 1895 il concorso di medico primario e la libera docenza sia in Patologia sia in Clinica medica. Nel 1899 vinse la cattedra di Patologia medica all'Università degli Studi di Pavia, dove in seguito si trasferì. Pochi anni dopo inaugurò il primo corso libero di malattie in Italia. 

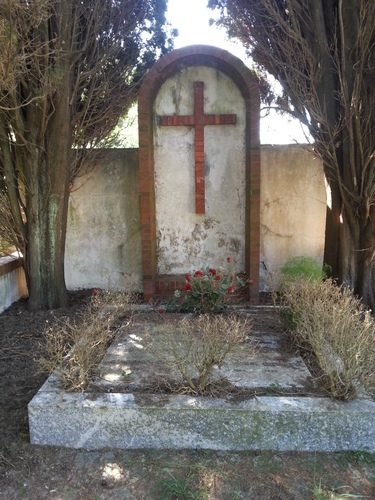
Tomba di Devoto al cimitero di Borzonasca

Nel 1901 fondò il primo periodico di Medicina del Lavoro e sempre nello stesso anno coinvolse il Ministro dell'Agricoltura e dell'Industria, Guido Baccelli, in un progetto per lo studio delle malattie del lavoro. Nel 1906 ebbe l’idea di convocare a Milano il Primo Congresso internazionale per le malattie professionali. A Milano Devoto realizzò il progetto di una Clinica del lavoro, inaugurata nel marzo 1910. Partecipò a convegni e tenne conferenze in Italia e all’estero, promuovendo la Medicina del Lavoro su giornali e riviste. Fondò nel 1929 la Società Italiana di Medicina del Lavoro, di cui lo stesso Devoto divenne presidente fino alla sua scomparsa.

Luigi Devoto fu un acceso sostenitore del pensiero di Bernardino Ramazzini tanto che nel 1933 organizzò un tributo itinerante tra Milano, Carpi, Modena, Parma e Padova in cui esaltava la sua figura. Paragonato ai fondatori dell'anatomia, della fisiologia e della patologia, 
Nel 1934, per i suoi alti meriti venne nominato Senatore del Regno fino all’anno successivo quando, raggiunti i limiti d’età, venne collocato a riposo.
Morì il 20 luglio 1936 a Milano e venne seppellito nel cimitero della sua città natale.

## I suoi contributi alla Medicina del Lavoro

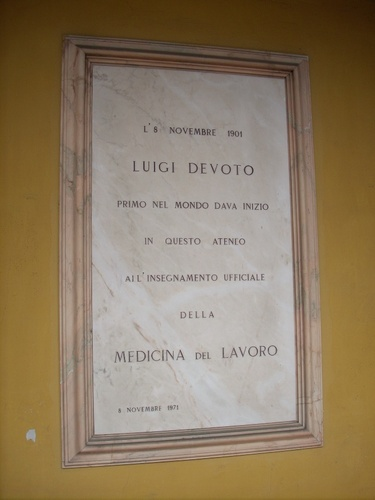
Monumento commemorativo presso l'Università di Pavia

Il XX secolo fu un secolo in cui la Medicina del Lavoro fece notevoli progressi e si impose come disciplina autonoma grazie ad illustri studiosi italiani, tra cui Luigi Devoto. Per l’anno accademico 1899-1900 Luigi Devoto, fresco di uno studio ultimato a Genova nella scuola di Maragliano, venne chiamato alla cattedra di patologia medica a Pavia, dove continuò gli studi di medicina sociale e professionale. Lo studio ultimato a Genova riguardava la TBC del personale ospedaliero e portò sempre con sé, nei successivi anni della sua vita, questo interesse per lo studio dei problemi sanitari del lavoro. Infatti, l’8 novembre 1900 lesse la sua prolusione dal titolo “La Medicina del Lavoro in Italia”. Sempre nello stesso anno ebbe modo di seguire le vicende delle lavoratrici delle risaie, le mondariso, riportandone penose impressioni. Si fece promotore di un corso sulla pellagra, che si diffondeva in tutta la Lombardia, ed organizzò un reparto esclusivamente per i malati di tale patologia ottenendo un grande successo. Anche grazie ai suoi studi sugli avvelenamenti da piombo e da mercurio, sulle infezioni professionali, sulla patologia polmonare da polveri, sulle fatiche, sulla patologia da causa meccanica, la Clinica del Lavoro divenne conosciuta in tutto il mondo, cosicché numerosi studiosi stranieri fondarono istituti e centri di Medicina del Lavoro a New York, Chicago, Boston, Berlino, Düsseldorf, Praga, Mosca, Charkiv, Kiev, Leningrado.

Nel 1901 fondò il primo periodico di Medicina del Lavoro, primo del genere nel mondo, dal nome “Il Lavoro”, ancora oggi pubblicato sotto il titolo “La Medicina del Lavoro”. Venne chiamato a Milano e a Brescia per tenere conferenze su argomenti di medicina professionale. La conferenza più significativa fu quella che ebbe luogo a Brescia dove affermò che: 
 Nel 1906 Devoto organizzò a Milano il primo Congresso Internazionale di Medicina del Lavoro per le malattie professionali e l’anno successivo il primo Congresso Nazionale di Medicina del Lavoro, tenutosi a Palermo.

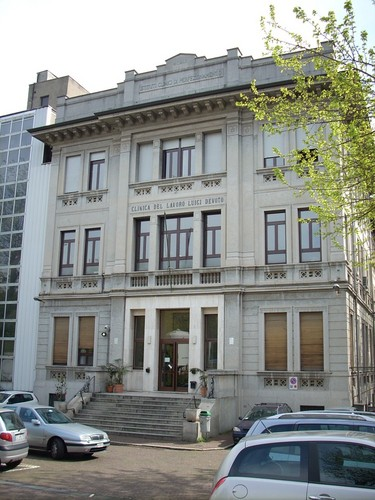
Facciata frontale della Clinica del Lavoro a Milano

Il 26 gennaio 1908 Devoto fu trasferito a Milano per lavorare al progetto di una Clinica del Lavoro, cui contribuirono anche Enti locali e ospedalieri, che venne inaugurata il 20 marzo 1910 con il nome di “Clinica Madre”. Essa è considerata la struttura sanitaria più antica al mondo dedicata alla prevenzione, diagnosi e cura delle malattie professionali. Successivamente ne inaugurò una filiale in Salice Terme e istituì numerose fondazioni per studenti o poveri. Nel 1924 sempre a Milano fu fondata la Facoltà di Medicina e introdotto l’insegnamento ufficiale di Medicina del Lavoro, di cui lo stesso Devoto divenne cattedratico. Dopo aver assunto l’incarico di Senatore del Regno, l’anno successivo (1935) venne nominato presidente degli Istituti clinici di perfezionamento, incarico che ricoprì fino all’anno della sua morte. Grazie al suo contributo iniziò l’opera di sensibilizzazione e di informazione verso i lavoratori riguardo ai rischi delle attività lavorative.

## La Commissione sulle malattie professionali
Il 19 dicembre 1901, per mezzo di un Regio Decreto, venne creata da parte del ministro Guido Baccelli la Commissione sulle malattie professionali con l’incarico di
 La Commissione era composta da medici e igienisti illustri, tra i quali si ricordano lo stesso Luigi Devoto, Angelo Celli, Luigi Mangiagalli e Vincenzo Magaldi.
L’incarico della Commissione, dettato dall’articolo 1 del Regio Decreto, era duplice:
- “ricercare e studiare le cause autoctone e determinanti le diverse infermità che contraggono gli operai dalla qualità del lavoro che compiono”[13];
- “proporre i provvedimenti più idonei a prevenire le suddette infermità”[13].

I commissari decisero di concentrarsi sulla costruzione di questionari specifici per tipo di industria e riuscirono a completare l'opera nel corso di cinque adunanze, svoltesi tra l'1 e il 7 maggio 1902. Nell'ultima seduta ci si pose il problema di chi dovesse raccogliere i dati statistici richiesti e Luigi Devoto pose rimedio al problema formulando una proposta che venne subito approvata. Secondo il suo pensiero i medici provinciali, i medici degli stabilimenti industriali, le Direzioni mediche degli ospedali, gli Uffici municipali di igiene, gli Ispettorati sanitari delle ferrovie e le Associazioni operaie di qualunque natura erano i più consoni a compiere questo tipo di funzione. A Devoto spettò il compito di studiare le industrie tessili, le risaie e la lavorazione della gomma. Inoltre, il Ministro dell'Agricoltura, su proposta della stessa Commissione, affidò ad alcuni dei suoi membri l'incarico di recarsi nelle principali industrie, allo scopo di constatare le condizioni nelle quali i lavori si svolgessero. Così, in collaborazione con Edmondo Rossoni, Devoto raccolse dati statistici sulle malattie dei telegrafisti, dei telefonisti e delle risaiole. Tale collaborazione portò nel 1910 all’inaugurazione della Clinica del Lavoro nell’ambito degli Istituti clinici di perfezionamento, di cui faceva parte anche la clinica ostetrica di Luigi Mangiagalli.

## Scritti principali
- Periodico Il Lavoro, 1901-(dal 1925 intitolato "La Medicina del Lavoro")
- Trattato Italiano della tubercolosi, 1932[8]
- Scritti di Medicina del Lavoro, 1935[8]
- Per le vie della Liguria, 1935[8]